# You Raise Me Up
You Raise Me Up – popularna piosenka, która została skomponowana przez duet Secret Garden. Muzyka została napisana przez Rolfa Løvlanda z Secret Garden, a słowa do utworu napisał Brendan Graham. 

## Tło
Utwór został pierwotnie napisany jako instrumentalny kawałek i zatytułowany Silent Story. Løvland komponując muzykę inspirował się tradycyjnymi melodiami irlandzkimi, melodią hymnu Londonderry Air, która została również wykorzystana w utworze Danny Boy z 1910 roku. W napisaniu słów do utworu Løvland zwrócił się do pisarza i kompozytora Brendana Grahama po przeczytaniu jego powieści. Utwór został wydany w albumie Once in a Red Moon.

## Popularność
Oryginalny utwór nie zyskał dużej popularności na całym świecie jeszcze po 2002 roku, zmieniło się to po wykonaniu go przez różnych popularnych piosenkarzy, którzy promowali go w swoich albumach, w tym przez Josha Grobana, Westlife, Daniela O'Donnella i Wesley'a Kleina. Największą popularność zyskał w Stanach Zjednoczonych i Wielkiej Brytanii.
Powstało ponad 125 coverów tej piosenki, z najbardziej popularnymi w wykonaniu Josha Grobana (nr 73 w USA i nr 1 na listach US Adult Contemporary), Westlife (nr 1 w Wielkiej Brytanii), Daniela O'Donnella (nr 22 w Wielkiej Brytanii) i zwycięzcy holenderskiego konkursu Popstars Wesley'a Kleina (nr 4 w Holandii). 
W 2004 roku utwór został odtworzony ponad 500 000 razy w amerykańskich rozgłośniach radiowych. Pod koniec 2005 roku powstało ponad 80 wersji dostępnych w samych Stanach Zjednoczonych, a sam utwór został czterokrotnie nominowany do nagrody Gospel Music Awards, włączając nominację na Piosenkę Roku.
21 września 2006 roku You Raise Me Up stał się pierwszą piosenką, którą sprzedano w ilości ponad 20 000 kopii nut na popularnej stronie musicnotes.com.

## Wybrane covery utworu
- Becky Taylor w albumie Shine (01.07.2003)
- Daniel O'Donnell (2003)
- Josh Groban w albumie Closer (10.09.2004)
- Westlife w albumie Face To Face (24.10.2005)
- zespół Selah w albumie Hiding Place (25.05.2004)
- Brian Kennedy wydał ponownie singel po wykonaniu utworu na pogrzebie legendarnego piłkarza Irlandii Północnej George'a Besta 28 listopada 2005 r.
- zespół Celtic Woman po raz pierwszy w albumie Celtic Woman (01.03.2005)
- Johnny Logan w występie w musicalu "Allsang på grensen" norweskiej stacji telewizyjnej TV 2 (03.07.2014)